# Regione di Bono
La regione di Bono (ufficialmente Bono Region, in inglese) è una regione del Ghana, il capoluogo è la città di Sunyani.
La regione è stata costituita nel 2019 smembrando la regione di Brong-Ahafo.

## Distretti
La regione è suddivisa in 12 distretti:
| Distretto                               | Capoluogo      | Tipo                 |
| --------------------------------------- | -------------- | -------------------- |
| Distretto di Banda                      | Banda Ahenkro  | Distretto ordinario  |
| Distretto municipale di Berekum Est     | Berekum        | Distretto municipale |
| Distretto di Berekum Ovest              | Jinijini       | Distretto ordinario  |
| Distretto municipale di Dormaa Centrale | Dormaa Ahenkro | Distretto municipale |
| Distretto di Dormaa Est                 | Wamfie         | Distretto ordinario  |
| Distretto di Dormaa Ovest               | Nkrankwanta    | Distretto ordinario  |
| Distretto di Jaman Nord                 | Sampa          | Distretto ordinario  |
| Distretto municipale di Jaman Sud       | Drobo          | Distretto municipale |
| Distretto municipale di Sunyani         | Sunyani        | Distretto municipale |
| Distretto di Sunyani Ovest              | Odumase        | Distretto ordinario  |
| Distretto di Tain                       | Nsawkaw        | Distretto ordinario  |
| Distretto municipale di Wenchi          | Wenchi         | Distretto municipale |